# Pietro Paolo de Rustici
Pietro Paolo de Rustici (Napoli, 1599 – Isernia, 28 ottobre 1652) è stato un vescovo cattolico italiano.

## Biografia

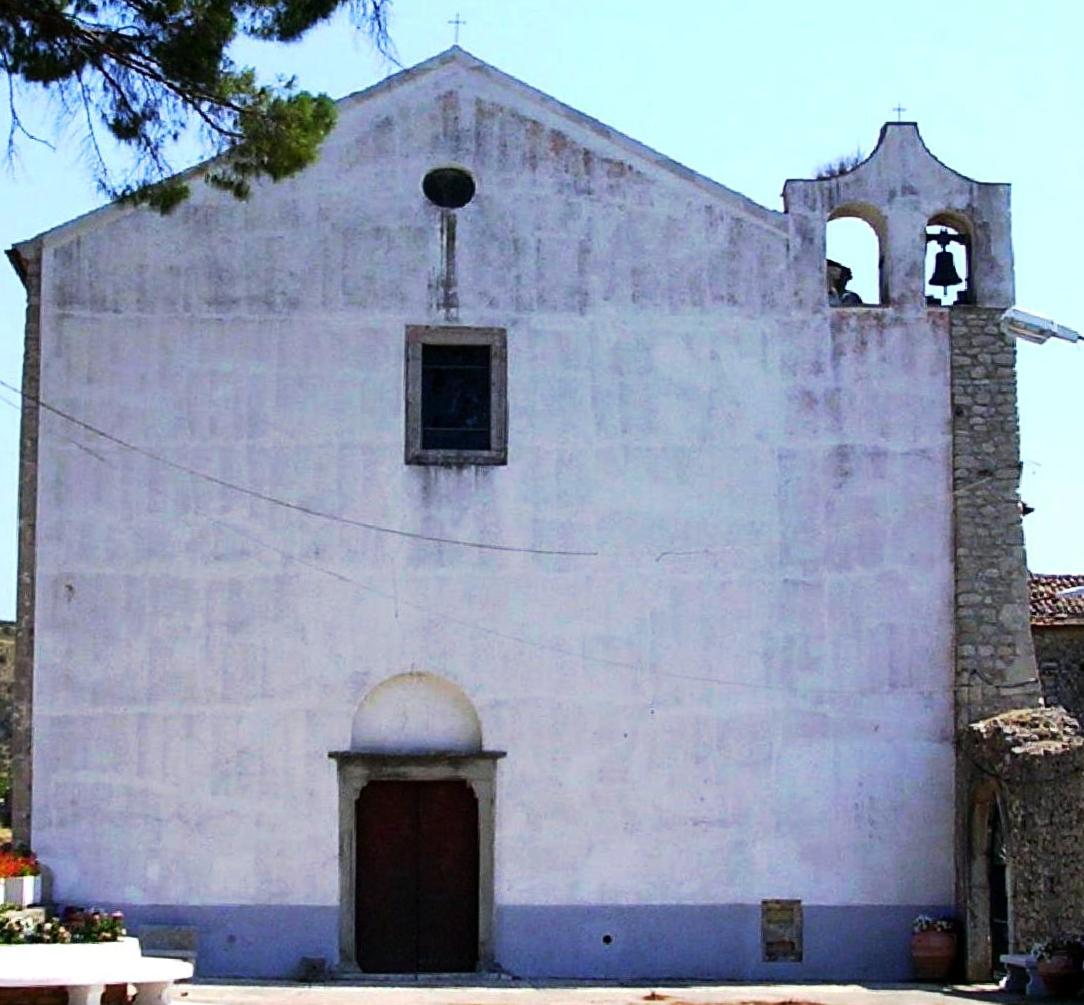
La chiesa di Santa Maria della Strada in San Lorenzo Maggiore dove nel 1637 mons. Pietro Paolo de Rustici fu quasi assalito dalla folla per aver interdetto alle funzioni religiose il luogo sacro, gestito da alcuni frati.

Nacque a Napoli nel 1599. Suo padre, Pietro, proveniva da una nobile famiglia fiorentina ed era imparentato con il cardinale Maffeo Barberini, futuro papa Urbano VIII.
Nel 1618 entrò nell'abbazia di Montecassino come studente dove ebbe luogo la sua professione nel 1621. All'atto della professione donò tutti i suoi beni all'abbazia tra i quali una vasta tenuta che era sita nella zona Capodimonte di Napoli.
Il 16 marzo 1637 fu designato vescovo di Telese o Cerreto. La consacrazione a vescovo avvenne dopo pochi giorni, il 29 marzo.
Appena arrivato ricevette, come era consuetudine dopo la nomina di un nuovo vescovo, 200 ducati dai sacerdoti non beneficiati, cioè quelli che non avevano rendita. Mons. de Rustici abolì tale consuetudine e stabilì la restituzione dei soldi che gli erano stati donati.
La sua rettitudine e la sua inflessibilità circa l'attuazione delle norme canoniche causarono non pochi nemici al vescovo.
Nel 1637 durante una visita al convento di Santa Maria della Strada in San Lorenzo Maggiore, il vescovo chiese le chiavi del tabernacolo ai frati e, vedendosi rispondere che la chiesa non era soggetta alla giurisdizione vescovile, interdì la chiesa e vi fece apporre sulla porta il cedulone dell'interdizione. Poco dopo circa trecento laurentini, sobillati dai frati, si ribellarono all'interdizione della chiesa decretata da mons. de Rustici e, armati di scope, di spade, di coltelli e di pali gridarono fortemente contro il vescovo tanto che questi fu costretto a revocare l'interdizione. Il duca di Medina, viceré di Napoli, invitò mons. de Rustici a non interferire negli affari del convento ma in risposta il vescovo scrisse che «[...] il Monastero non godeva e né poteva godere l'esenzione, perché non aveva quel numero di frati voluto dalle leggi canoniche e che questi, non più di due, erano riguardati come Cappellani, perché sovvenzionati dall'Università di San Lorenzo».
Altro acceso contrasto avvenne a Cerreto Sannita dove dagli inizi del Seicento, periodo in cui i vescovi decisero di trasferirsi definitivamente in questa cittadina, vi erano continui contrasti tra i capitoli della Cattedrale e della collegiata di San Martino. Nella festività del Corpus Domini del 1638 i canonici della collegiata di San Martino non accettarono il fatto che il Santissimo dovesse essere portato dall'Arciprete della Cattedrale pertanto portarono anch'essi il loro Santissimo e si posero, nel corteo religioso, dinanzi ai canonici della Cattedrale. Ne seguì un processo durante il quale un testimone affermò che tutti i fedeli si erano scandalizzati «vedendo che si portavano due sacramenti in una processione». Il testimone concluse affermando che i cerretesi, tutti turbati da quella scena, dissero che il mondo prima o poi sarebbe crollato a causa della eclatante disunione dei sacerdoti dei due capitoli.
Nel 1638, nella sua visita al monastero delle clarisse di Cerreto Sannita, rimproverò le suore Antonia Salomone e Girolama Corrado che si contendevano la direzione del coro arrivando all'uso di parole ingiuriose. Ma visto che tale comportamento fu commentato, anche se sottovoce, da altre tre monache, il vescovo condannò tutte a sei mesi di carcere senza che avessero nessun rapporto con le altre clarisse; solo una suora era autorizzata a portare loro mattina e sera del mangiare.
Sul finire del suo mandato episcopale a Cerreto progettò la demolizione di due cappelle nella Cattedrale di Cerreto Sannita per costruire al loro posto un cappellone dedicato a San Benedetto, dotandolo di numerose reliquie conservate in diverse sculture. Il progetto fu interrotto quando chiese e ottenne a dicembre 1643 di essere trasferito nella diocesi di Isernia. Il suo progetto fu portato a termine dal vescovo Domenico Cito.
Morì nel 1652.

## Genealogia episcopale
La genealogia episcopale è:
- Cardinale Tolomeo Gallio
- Vescovo Cesare Speciano
- Patriarca Andrés Pacheco
- Cardinale Agostino Spinola
- Cardinale Giulio Cesare Sacchetti
- Cardinale Ciriaco Rocci
- Vescovo Pietro Paolo de Rustici, O.S.B.